# Забус
Забус је насељено мјесто у граду Горажду, Босна и Херцеговина.

## Становништво
|                      | 2013.       | 1991.        | 1981.        | 1971.        |
| Укупно               | 35 (100,0%) | 34 (100,0%)  | 43 (100,0%)  | 36 (100,0%)  |
| Бошњаци              | 34 (97,14%) | 34 (100,0%)1 | 43 (100,0%)1 | 36 (100,0%)1 |
| Босанци и Херцеговци | 1 (2,857%)  | –            | –            | –            |

1. 1 На пописима од 1971. до 1991. Бошњаци су пописивани углавном као Муслимани.